# Игнатьева, Инна Анатольевна
И́нна Анато́льевна Игна́тьева (род. 28 декабря 1969, Павловский Посад) — российский правовед, специалист по теоретическим проблемам экологического права, доктор юридических наук (2007), профессор кафедры экологического и земельного права юридического факультета МГУ (2014), лауреат премии имени Шувалова (2007).

## Биография
Инна Игнатьева родилась 28 декабря 1969 года в Московской области СССР — в городе Павловский Посад. В 1988 году она стала студенткой юридического факультета Московского государственного университета имени М. В. Ломоносова, в 1993 году окончила его с отличием. В том же году она поступила в аспирантуру юридического факультета — на кафедру экологического и земельного права; завершила обучение в 1996 году. В конце февраля 1997 года защитила на юридическом факультете МГУ кандидатскую диссертацию, выполненную под научным руководством профессора Александра Голиченкова, на тему «Проблемы развития экологического законодательства России». 
В 1994 году Инна Игнатьева начала преподавать на кафедре экологического и земельного права юридического факультета МГУ: по данным на 2019 год, она читала студентам Московского университета курсы лекций «Экологическое право» (1994) и «Земельное право» (2004). Кроме того, она вела и специальные курсы (по выбору): «Экологическое законодательство», межфакультетский спецкурс «„Зеленая“ экономика: эколого-правовые и экономические основы» (совместно с экономистом, профессором Сергеем Бобылевым), «Недропользование в Российской Федерации: правовые основы» (совместно с доцентом Н. М. Заславской), межкафедральный спецкурс «Энергетическое право и охрана окружающей среды» (совместно с преподавателями кафедры) и «Правовой режим земельных участков под объектами электроэнергетики».
В 1995 году Игнатьева проходила стажировку в Сан-Франциско — в Тихоокеанском центре охраны окружающей среды и природных ресурсов (англ. Pacific Environment); в следующем году она стажировалась в Киеве — на юридическом факультете Киевского национального университета имени Шевченко. В 1995 году она также входила в рабочую группу по подготовке концепции нового экологического законодательства для Казахстана. В ноябре 2000 года Игнатьева получила стипендию МГУ для молодых преподавателей и учёных, «добившихся значительных результатов в преподавательской и научной деятельности». В 2007 году стала лауреатом Шуваловской премии. В середине октября 2007 года защитила в МГУ докторскую диссертацию на тему «Экологическое законодательство России: теория и практика систематизации».
В период с 2008 по 2009 год Игнатьева являлась членом экспертной группы в секции «Экологическое законодательство», действовавшей при высшем экологическом совете комитета по природным ресурсам Госдумы РФ. Затем, в 2011—2015 годах, она состояла в общественном совете, работавшем при российском Министерстве природных ресурсов и экологии; несколько лет работала экспертом в Институте устойчивого развития, созданном при Общественной палате РФ. Кроме того, она являлась ведущим научным сотрудником в Институте горного и энергетического права, действовавшем в московском РГУ нефти и газа имени И. М. Губкина, и сотрудничала со школой «ПравоТЭК», где консультировала представителей крупных российских нефтегазовых и энергетических компаний. Член редколлегии изданий «Российский юридический журнал» и «Законодательство»

## Основные работы
Является автором и соавтором более 130 научных работ, включая две монографии:
- «Теория и практика систематизации экологического законодательства России» (2007) — Шуваловская премия
- «Российская Арктика: территория права» (соавт., 2017).
- Использование земель и земельных участков с объектами электроэнергетики: право и практика. Учебное пособие. М.: Проспект, 2018. — 368 с.